# Внентшне
Внентшне (пол. Wnętrzne) — село в Польщі, у гміні Станін Луківського повіту Люблінського воєводства.
Населення — 249 осіб (2011).
У 1975—1998 роках село належало до Седлецького воєводства.

## Демографія
Демографічна структура станом на 31 березня 2011 року:
|          | Загалом | Допрацездатний вік | Працездатний вік | Постпрацездатний вік |
| -------- | ------- | ------------------ | ---------------- | -------------------- |
| Чоловіки | 126     | 30                 | 82               | 14                   |
| Жінки    | 123     | 28                 | 61               | 34                   |
| Разом    | 249     | 58                 | 143              | 48                   |